# Commonwealth Bank Tournament of Champions 2011
Il Commonwealth Bank Tournament of Champions 2011 è  un torneo di tennis giocato sul cemento indoor. È la 3ª edizione dell'evento, che fa parte della categoria International nell'ambito del WTA Tour 2011. Il torneo si gioca all'International Convention Centre di Bali in Indonesia dal 3 al 6 novembre 2011.

## Format del torneo
Partecipano al torneo, come l'anno precedente, 8 giocatrici (di cui due wild card) in un formato ad eliminazione diretta. Sono ammesse al torneo le tenniste che hanno vinto almeno un torneo WTA International con il ranking più elevato.

## Qualificate
| WTA Ranking al 24 ottobre 2011 |                         |         |                                                       |
| Testa di serie                 | Giocatrice              | Ranking | Vittorie                                              |
| 1                              | Marion Bartoli          | 9       | HP Open                                               |
| 2                              | Peng Shuai              | 16      | Wild card                                             |
| 3                              | Sabine Lisicki          | 18      | AEGON Classic Texas Open                              |
| 4                              | Roberta Vinci           | 22      | Barcelona Ladies Open UNICEF Open GDF SUEZ Grand Prix |
|                                | Daniela Hantuchová      | 23      | PTT Pattaya Open                                      |
|                                | Ana Ivanović            | 26      | Wild card                                             |
|                                | Anabel Medina Garrigues | 28      | Estoril Open Internazionali Femminili di Palermo      |
|                                | Nadia Petrova           | 31      | Washington Open WTA                                   |

## Testa a testa
|   |                    | Bartoli | Peng | Lisicki | Vinci | Hantuchová |     |     | Petrova | Totale |
| 1 | Marion Bartoli     |         | 5–3  | 1–3     | 0–1   | 1–5        | 3–4 | 6–2 | 2–1     | 18–19  |
| 2 | Peng Shuai         | 3–5     |      | 0–2     | 0–1   | 0–1        | 0–3 | 3–0 | 3–2     | 9–14   |
| 3 | Sabine Lisicki     | 3–1     | 2–0  |         | 0–0   | 1–1        | 0–0 | 0–0 | 1–0     | 7–2    |
| 4 | Roberta Vinci      | 1–0     | 1–0  | 0–0     |       | 2–1        | 2–4 | 3–1 | 1–2     | 10–8   |
| 5 | Daniela Hantuchová | 5–1     | 1–0  | 1–1     | 1–2   |            | 2–4 | 3–1 | 3–4     | 16–13  |
| 6 |                    | 4–3     | 3–0  | 0–0     | 4–2   | 4–2        |     | 2–1 | 6–5     |        |
| 7 |                    | 2–6     | 0–3  | 0–0     | 1–3   | 1–3        | 1–2 |     | 1–2     |        |
| 8 | Nadia Petrova      | 1–2     | 2–3  | 0–1     | 2–1   | 4–3        | 5–6 | 2–1 |         | 16–17  |

## Punti e montepremi
Il montepremi del Commonwealth Bank Tournament of Champions 2010 ammonta a 600,000 dollari.
| Turno            | Montepremi | Punti |
| ---------------- | ---------- | ----- |
| Campionessa      | $210,000   | 375   |
| Finalista        | $120,000   | 255   |
| 3º posto         | $70,000    | 180   |
| 4º posto         | $60,000*   | 165   |
| Quarti di finale | $35,000    | 75    |

- $50,000 in caso di abbandono

## Calendario

### Giorno 1 (3 novembre)
| Incontri sul Campo Centrale                         | Incontri sul Campo Centrale | Incontri sul Campo Centrale | Incontri sul Campo Centrale |
| Gruppo                                              | Vincitrice                  | Perdente                    | Punteggio                   |
| --------------------------------------------------- | --------------------------- | --------------------------- | --------------------------- |
| Quarti di finale                                    | Nadia Petrova               | Peng Shuai [2/WC]           | 6–4, 6–3                    |
| Quarti di finale1                                   | Ana Ivanović [WC]           | Roberta Vinci [4]           | 6–3, 6–3                    |
| 1° match iniziato alle 17:30 1Non prima delle 20:00 |                             |                             |                             |

### Giorno 2 (4 novembre)
| Incontri sul Campo Centrale                           | Incontri sul Campo Centrale | Incontri sul Campo Centrale | Incontri sul Campo Centrale |
| Gruppo                                                | Vincitrice                  | Perdente                    | Punteggio                   |
| ----------------------------------------------------- | --------------------------- | --------------------------- | --------------------------- |
| Quarti di finale                                      | Anabel Medina Garrigues     | Marion Bartoli [1]          | 4–6, 7–67, 1–0 rit.         |
| Quarti di finale1                                     | Sabine Lisicki [3]          | Daniela Hantuchová          | 7–5, 6–2                    |
| 1° match è iniziato alle 17:30 1Non prima delle 20:00 |                             |                             |                             |

### Giorno 3 (5 novembre)
| Incontri sul Campo Centrale                           | Incontri sul Campo Centrale | Incontri sul Campo Centrale | Incontri sul Campo Centrale |
| Gruppo                                                | Vincitrice                  | Perdente                    | Punteggio                   |
| ----------------------------------------------------- | --------------------------- | --------------------------- | --------------------------- |
| Semifinali                                            | Ana Ivanović [WC]           | Nadia Petrova               | 6-1, 7-5                    |
| Semifinali1                                           | Anabel Medina Garrigues     | Sabine Lisicki [3]          | 6-3, 4-6, 4-0, rit.         |
| 1° match è iniziato alle 13:00 1Non prima delle 15:00 |                             |                             |                             |

### Giorno 4 (6 novembre)
| Incontri sul Campo Centrale | Incontri sul Campo Centrale | Incontri sul Campo Centrale | Incontri sul Campo Centrale |
| Gruppo | Vincitrice                  | Perdente                    | Punteggio                   |
| --- | --------------------------- | --------------------------- | --------------------------- |
| Esibizione2 | Nadia Petrova               | Daniela Hantuchová          | 6–2, 5–7, 6–0               |
| Finale1 | Ana Ivanović [WC]           | Anabel Medina Garrigues     | 6–3, 6–0                    |
| il 1° match è iniziato alle 13:00 1 Non prima delle 15:00 2 Lisicki si è ritirata così, la Petrova ha ottenuto il 3º posto e ha giocato un match di esibizione con la Hantuchova. |                             |                             |                             |

## Singolare
Ana Ivanović ha battuto in finale  Anabel Medina Garrigues con il punteggio di 6–3, 6–0